# 요네쿠라 마코토
요네쿠라 마코토(일본어: 米倉 誠, 1970년 12월 28일 ~ )는 일본의 전 축구 선수이다.

## 구단 경력
1989년 일본 사커 리그의 NKK SC에 입단했다. 1991년 토요타 자동차(나고야 그램퍼스 에이트)로 이적했다. 1995년까지 114경기에 출전하여, 10득점을 넣었다. 1996년 세레소 오사카로 이적했다. 1998년후 현역 은퇴.